# Stuttgarter Albhaus
Das Stuttgarter Albhaus ist eine Schutzhütte der Sektion Stuttgart des Deutschen Alpenvereins (DAV). Sie liegt auf der Schwäbischen Alb in Deutschland. Es handelt sich um eine Selbstversorgerhütte mit teilweiser Bewirtschaftung.

## Geschichte
Das Stuttgarter Albhaus wurde in den Jahren 1958 bis 1960 von der Sektion Stuttgart des Deutschen Alpenvereins (DAV) erworben und erbaut. Eine Erweiterung erfolgte 1960. Der Anschluss von Wasser und Strom wurde 1970 installiert. 1978 führte man die teilweise Bewirtschaftung ein. Ein Anbau wurde 1983 fertiggestellt, im Erdgeschoss entstand ein abgeschlossener Jugendraum.

## Lage
Das Stuttgarter Albhaus befindet sich bei Gutenberg im Landkreis Esslingen.

## Zustieg
- Ein Parkplatz befindet sich beim Haus.

## Hütten in der Nähe
- Harpprechthaus, Selbstversorgerhütte (800 m ü. NHN)
- Werkmannhaus, Selbstversorgerhütte (756 m ü. NHN)[3]

## Tourenmöglichkeiten
- Rund um Donnstetten und den Römersteinturm, 8,9 km, 2,5 Std.
- Schlattstall, Erdtal, Böhringen und Lange Steige, 13,1 km, 4 Std.[4]

## Klettermöglichkeiten
- Lenninger Alb[5]

## Skitouren Langlauf
- Wintersport in Lenningen[6]

## Karten
- Kletterführer Lenninger Alb; Panico Alpinverlag, ISBN 978-3-95611-002-3
- W238 Wanderkarte 1:25.000 Metzingen: Neuffen, Teck, Wiesensteig Landkarte – Gefaltete Karte ISBN 978-3-86398-464-9